# Synthesizer
En synthesizer er et elektronisk musikinstrument, der kan bruges til at frembringe lyde, der ikke kan fremstilles på anden vis. Den kan også bruges til at frembringe lyde, der i forvejen er kendt. Man kan i dag købe synthesizere, der kan erstatte stort set alle kendte instrumenter (også kaldet arrangørkeyboards eller workstations), og dermed kan man styre et helt orkester ene mand.
Det mest almindelige lydmodul benyttet til at fremstille realistiske lyde (så som orkester, guitar, klaver osv.) kaldes en sampler, et instrument hvor man kan optage lyd, redigere, filtrere og lægge den ud, så man kan spille lyden eller lydene på tangenterne. En sampler adskiller sig fra en synthesizer, idet sampleren afspiller lyde, som er optaget fra virkeligheden, mens synthesizeren selv laver lydene.
Mange synthesizere kan programmeres meget enkelt og har et register af bølgeformer (waveforms), som man danner lydene ud fra, sammen med filtre, forstærkere og effekter. De er som regel opbygget som et klaver med tangenter.
Synthesizeren bruges meget inden for blandt andet techno, hiphop-musik og andet elektronisk musik, men i takt med at man kan komponere og spille sin egen musik helt alene med workstation-synthesizere, har synthesizeren vundet indpas i alle genrer.
Hvordan en normal subtraktiv (subtractive) synthesizer (se mere on subtraktiv syntese) er sat op i detaljer:
Oscillator(s) 
Dette er selve "lyden" i en synthesizer, de rå, uredigerede, ufiltrede bølgeformer. Almindeligvis har man 2-3 af disse. Forskellige bølgeformer har forskellige lyde og klange, de mest almindelige bølgeformer er: sine (sinus), trekantsaw, square (firkant) og pulsbredde (pulsewidth).
Amp envelope
En kurve der afgør volumen af oscillatoren, startet of afluttet af en gate(hvornår noden bliver startet).
Herfra går oscillatoren videre til filtrene.
Når der anvendes et filter i en synthesizer, kaldes den subtraktiv, da den starter med en lyd (elektronisk oscillator), hvorefter der bliver fratrukket dele af lyden, til den er, som man ønsker.).
Nu bruger man ting som LFO'er og control matrices til at modulere ønskede dele af lyden, fx hvor meget der skal filtreres fra, eller tonen af lyden.
Nogle af de førende producenter af synthezisere er [kilde mangler]: Moog, Roland, Korg, Yamaha, Arturia, Erica Synths, Clavia og Access.
Det er også muligt at lave en synthesizer som ren software: Software Synthesizer